# شهرستان هشون
شهرستان هشون (به لاتین: Heshun County) یک منطقهٔ مسکونی در چین است که در جینجونگ واقع شده‌است.